# Gmina Ana-Malit
Gmina Ana-Malit (alb. Komuna Ana-Malit) – gmina w Albanii, położona w północno-zachodniej części kraju. W 2012 roku populacja wynosiła 5859 mieszkańców Administracyjnie należy do okręgu Szkodra w obwodzie Szkodra. W skład gminy wchodzi dziesięć wsi: Oblike, Babot, Muriqan, Shtuf, Dramosh, Oblike e Siperme, Obot, Vallas, Velinaj, Vidhgar.